# Primera División (Argentinien) 1973
Die Primera División 1973 war die 43. Spielzeit der argentinischen Fußball-Liga Primera División. Diese wurde untergliedert in zwei Halbjahresmeisterschaften, die jeweils einen argentinischen Meister hervorbrachten. In der ersten Jahreshälfte fand das Torneo Metropolitano statt, die zweite Jahreshälfte wurde im Torneo Nacional ausgespielt. Dieser Modus wurde bis ins Jahr 1985 beibehalten, ehe man sich der Spielweise in Europa anpasste und nicht mehr im Kalenderjahr, sondern von Sommer zu Sommer spielte.

## Torneo Metropolitano
Das Torneo Metropolitano wurde mit siebzehn Teilnehmern ausgespielt, die im Ligasystem je zweimal gegeneinander spielten. Es begann am 2. März und endete am 30. September 1973.
Am Ende des Torneo Metropolitano konnte sich CA Huracán durchsetzen und wurde zum ersten und bis heute auch einzigen Mal in der Vereinsgeschichte argentinischer Fußballmeister. Mit Trainer César Luis Menotti und Akteuren wie Carlos Babington, René Houseman oder Jorge Carrascosa läutete Huracán eine neue Ära im argentinischen Fußball ein. Der Spielstil, den Menotti bei Huracán entwickelte, bildete auch den Grundstein für Argentiniens ersten Weltmeisterschaftstriumph bei der Heim-WM 1978.

### Tabelle
| Pl. | Verein                  | Sp. | S  | U  | N  | Tore    | Diff. | Punkte |
| --- | ----------------------- | --- | -- | -- | -- | ------- | ----- | ------ |
| 1.  | CA Huracán              | 32  | 19 | 8  | 5  | 062:300 | +32   | 46     |
| 2.  | Boca Juniors            | 32  | 18 | 6  | 8  | 069:370 | +32   | 42     |
| 3.  | CA San Lorenzo (M)      | 32  | 15 | 10 | 7  | 052:370 | +15   | 40     |
| 4.  | CA Independiente        | 32  | 15 | 8  | 9  | 044:320 | +12   | 38     |
| 5.  | River Plate             | 32  | 15 | 7  | 10 | 059:560 | +3    | 37     |
| 6.  | Vélez Sársfield         | 32  | 13 | 8  | 11 | 049:460 | +3    | 34     |
| 7.  | Estudiantes de La Plata | 32  | 12 | 9  | 11 | 051:470 | +4    | 33     |
| 8.  | Rosario Central         | 32  | 12 | 9  | 11 | 044:460 | −2    | 33     |
| 9.  | Club Atlético Atlanta   | 32  | 12 | 8  | 12 | 033:390 | −6    | 32     |
| 10. | Argentinos Juniors      | 32  | 12 | 7  | 13 | 041:500 | −9    | 31     |
| 11. | Gimnasia y Esgrima LP   | 32  | 9  | 12 | 11 | 054:550 | −1    | 30     |
| 12. | Racing Club             | 32  | 8  | 14 | 10 | 044:470 | −3    | 30     |
| 13. | Chacarita Juniors       | 32  | 8  | 11 | 13 | 034:460 | −12   | 27     |
| 14. | Newell’s Old Boys       | 32  | 10 | 6  | 16 | 045:540 | −9    | 26     |
| 15. | CA Colón                | 32  | 5  | 14 | 13 | 032:450 | −13   | 24     |
| 16. | All Boys                | 32  | 8  | 5  | 19 | 034:600 | −26   | 21     |
| 17. | Ferro Carril Oeste      | 32  | 7  | 6  | 19 | 036:560 | −20   | 20     |

| (M) | Vorjahres-Meister Metropolitano |

### Meistermannschaft
| CA Huracán | |
|            | Roque Avallay, Carlos Babington, Alfio Basile, Miguel Brindisi, Daniel Buglione, Edgardo Cantú, Jorge Carrascosa, Luis Ceballos, Nelson Chabay, Alberto Fanesi, René Houseman, Adolfo Kerikian, Omar Larrosa, Carlos Alberto Leone, Eduardo Quiroga, Rubén Ríos, Héctor Roganti, Alfonso Roma, Francisco Russo, José Rubén Scalise, Julio Cesar Tello, Ángel Tolisano, Francisco del Valle Trainer: César Luis Menotti |

### Torschützenliste
| Pl. | Nat.        | Spieler            | Verein                  | Tore |
| --- | ----------- | ------------------ | ----------------------- | ---- |
| 1   | Argentinien | Hugo Curioni       | Boca Juniors            | 17   |
| 1   | Argentinien | Óscar Mas          | River Plate             | 17   |
| 1   | Argentinien | Ignacio Peña       | Estudiantes de La Plata | 17   |
| 4   | Argentinien | Juan Gómez Voglino | Club Atlético Atlanta   | 15   |
| 4   | Argentinien | Omar Larrosa       | CA Huracán              | 15   |
| 4   | Argentinien | Osvaldo Potente    | Boca Juniors            | 15   |

## Torneo Nacional
Das Torneo Nacional war die zweite Halbjahresmeisterschaft. Es begann am 5. Oktober und endete am 29. Dezember 1973. Zunächst wurden zwei Gruppen gebildet, deren beide bestplatzierte Mannschaften sich für die Finalrunde qualifizierten. Dort spielten diese vier Teams jeder einmal gegeneinander, die Mannschaft mit den meisten dort errungenen Punkten wurde Nacional-Meister. Den Titel im Torneo Nacional 1973 holte Rosario Central und damit die zweite Meisterschaft der Vereinsgeschichte.

### Gruppenphase

#### Gruppe A
| Pl. | Verein                    | Sp. | S  | U | N  | Tore    | Diff. | Punkte |
| --- | ------------------------- | --- | -- | - | -- | ------- | ----- | ------ |
| 1.  | CA San Lorenzo (M)        | 15  | 8  | 6 | 1  | 031:160 | +15   | 22     |
| 2.  | River Plate               | 15  | 10 | 2 | 3  | 029:170 | +12   | 22     |
| 3.  | Vélez Sársfield           | 15  | 8  | 6 | 1  | 024:130 | +11   | 22     |
| 4.  | Estudiantes de La Plata   | 15  | 7  | 3 | 5  | 027:150 | +12   | 17     |
| 5.  | Newell’s Old Boys         | 15  | 7  | 3 | 5  | 028:230 | +5    | 17     |
| 6.  | San Lorenzo Mar del Plata | 15  | 6  | 4 | 5  | 020:200 | ±0    | 16     |
| 7.  | Chacarita Juniors         | 15  | 5  | 5 | 5  | 025:250 | ±0    | 15     |
| 8.  | Instituto Córdoba         | 15  | 6  | 2 | 7  | 023:200 | +3    | 14     |
| 9.  | Racing Club               | 15  | 5  | 3 | 7  | 027:300 | −3    | 13     |
| 10. | CA Colón                  | 15  | 6  | 1 | 8  | 022:250 | −3    | 13     |
| 11. | AC San Martín             | 15  | 5  | 3 | 7  | 019:280 | −9    | 13     |
| 12. | Club Cipolletti           | 15  | 3  | 5 | 7  | 022:290 | −7    | 11     |
| 13. | CA San Martín de Tucumán  | 15  | 4  | 2 | 9  | 019:290 | −10   | 10     |
| 14. | All Boys                  | 15  | 3  | 3 | 9  | 019:320 | −13   | 09     |
| 15. | Juventud Antoniana        | 15  | 2  | 3 | 10 | 013:350 | −22   | 07     |

| (M) | Vorjahres-Meister Nacional |

#### Gruppe B
| Pl. | Verein                      | Sp. | S  | U | N  | Tore    | Diff. | Punkte |
| --- | --------------------------- | --- | -- | - | -- | ------- | ----- | ------ |
| 1.  | Club Atlético Atlanta       | 15  | 10 | 2 | 3  | 035:190 | +16   | 22     |
| 2.  | Rosario Central             | 15  | 9  | 4 | 2  | 025:110 | +14   | 22     |
| 3.  | CA Huracán                  | 15  | 8  | 5 | 2  | 029:150 | +14   | 21     |
| 4.  | CA Belgrano                 | 15  | 8  | 4 | 3  | 025:180 | +7    | 20     |
| 5.  | Boca Juniors                | 15  | 9  | 0 | 6  | 030:190 | +11   | 18     |
| 6.  | Argentinos Juniors          | 15  | 8  | 2 | 5  | 028:170 | +11   | 18     |
| 7.  | Gimnasia y Esgrima LP       | 15  | 7  | 2 | 6  | 032:270 | +5    | 16     |
| 8.  | CA Independiente            | 15  | 6  | 4 | 5  | 023:210 | +2    | 16     |
| 9.  | Atlético Tucumán            | 15  | 5  | 6 | 4  | 025:240 | +1    | 16     |
| 10. | Independiente Rivadavia     | 15  | 5  | 3 | 7  | 021:270 | −6    | 13     |
| 11. | CS Desamparados             | 15  | 3  | 6 | 6  | 019:220 | −3    | 12     |
| 12. | Chaco For Ever              | 15  | 4  | 3 | 8  | 019:250 | −6    | 11     |
| 13. | Ferro Carril Oeste          | 15  | 3  | 3 | 9  | 010:240 | −14   | 09     |
| 14. | Gimnasia y Esgrima de Jujuy | 15  | 3  | 3 | 9  | 018:370 | −19   | 09     |
| 15. | CA Kimberley                | 15  | 1  | 4 | 10 | 014:360 | −22   | 06     |

### Finalrunde
| Pl. | Verein                | Sp. | S | U | N | Tore    | Diff. | Punkte |
| --- | --------------------- | --- | - | - | - | ------- | ----- | ------ |
| 1.  | Rosario Central       | 3   | 2 | 1 | 0 | 006:300 | +3    | 05     |
| 2.  | River Plate           | 3   | 1 | 1 | 1 | 006:700 | −1    | 03     |
| 3.  | Club Atlético Atlanta | 3   | 0 | 2 | 1 | 003:400 | −1    | 02     |
| 4.  | CA San Lorenzo        | 3   | 0 | 2 | 1 | 003:400 | −1    | 02     |

| (M) | Vorjahres-Meister Nacional |

### Meistermannschaft
| CA Rosario Central | |
|                    | Carlos Aimar, Daniel Aricó, Carlos Biasutto, Ramón Bóveda, Juan Burgos, Roberto Cabral, Roberto Carril, Carlos Colman, Miguel Cornero, Luis Giribet, Jorge José González, Daniel Killer, Mario Killer, Carlos Munutti, José Pascuttini, Aldo Poy, Rubén Rodríguez, Oscar Rubiola, Eduardo Solari Trainer: Carlos Griguol |

### Torschützenliste
| Pl. | Nat.        | Spieler            | Verein                | Tore |
| --- | ----------- | ------------------ | --------------------- | ---- |
| 1   | Argentinien | Juan Gómez Voglino | Club Atlético Atlanta | 18   |
| 2   | Argentinien | Carlos Morete      | River Plate           | 15   |
| 3   | Argentinien | Rubén Cano         | Club Atlético Atlanta | 11   |
| 3   | Argentinien | Mario Kempes       | Instituto Córdoba     | 11   |
| 3   | Argentinien | Néstor Scotta      | Racing Club           | 11   |